# コムーネ一覧
コムーネ一覧では、イタリアの最小自治体「コムーネ」の一覧を示す。

## 地域別

### 北西部
- ヴァッレ・ダオスタ州 - 74自治体 - {{ヴァッレ・ダオスタ州}}
  - （県はなく便宜的に州がアオスタ県を兼ねている。）
- ピエモンテ州 - 1206自治体
  - アスティ県 - 118自治体 - {{アスティ県}}
  - アレッサンドリア県 - 190自治体 - {{アレッサンドリア県}}
  - ヴェルバーノ・クジオ・オッソラ県 - 77自治体 - {{ヴェルバーノ・クジオ・オッソラ県}}
  - ヴェルチェッリ県 - 86自治体 - {{ヴェルチェッリ県}}
  - クーネオ県 - 250自治体 - {{クーネオ県}}
  - トリノ県 - 315自治体 - {{トリノ県}}
  - ノヴァーラ県 - 88自治体 - {{ノヴァーラ県}}
  - ビエッラ県 - 82自治体 - {{ビエッラ県}}
- リグーリア州 - 235自治体
  - インペリア県 - 67自治体 - {{インペリア県}}
  - ジェノヴァ県 - 67自治体 - {{ジェノヴァ県}}
  - サヴォーナ県 - 69自治体 - {{サヴォーナ県}}
  - ラ・スペツィア県 - 32自治体 - {{ラ・スペツィア県}}
- ロンバルディア州 - 1545自治体
  - ヴァレーゼ県 - 141自治体 - {{ヴァレーゼ県}}
  - クレモナ県 - 115自治体 - {{クレモナ県}}
  - コモ県 - 162自治体 - {{コモ県}}
  - ソンドリオ県 - 78自治体 - {{ソンドリオ県}}
  - パヴィーア県 - 190自治体 - {{パヴィーア県}}
  - ベルガモ県 - 244自治体 - {{ベルガモ県}}
  - ブレシア県 - 206自治体 - {{ブレシア県}}
  - マントヴァ県 - 70自治体 - {{マントヴァ県}}
  - ミラノ県 - 189自治体 - {{ミラノ県}}
  - モンツァ・エ・ブリアンツァ県 - 50自治体 - {{モンツァ・エ・ブリアンツァ県}}
  - レッコ県 - 90自治体 - {{レッコ県}}
  - ローディ県 - 61自治体 - {{ローディ県}}

### 北東部
- トレンティーノ＝アルト・アディジェ州 - 333自治体
  - ボルツァーノ自治県 - 116自治体 - {{ボルツァーノ県}}
  - トレント自治県 - 217自治体 - {{トレント県}}
- ヴェネト州 - 581自治体
  - ヴィチェンツァ県 - 121自治体 - {{ヴィチェンツァ県}}
  - ヴェネツィア県 - 44自治体 - {{ヴェネツィア県}}
  - ヴェローナ県 - 98自治体 - {{ヴェローナ県}}
  - トレヴィーゾ県 - 95自治体 - {{トレヴィーゾ県}}
  - パドヴァ県 - 104自治体 - {{パドヴァ県}}
  - ベッルーノ県 - 69自治体 - {{ベッルーノ県}}
  - ロヴィーゴ県 - 50自治体 - {{ロヴィーゴ県}}
- フリウリ＝ヴェネツィア・ジュリア州 - 218自治体
  - ウーディネ県 - 136自治体 - {{ウーディネ県}}
  - ゴリツィア県 - 25自治体 - {{ゴリツィア県}}
  - トリエステ県 - 6自治体 - {{トリエステ県}}
  - ポルデノーネ県 - 51自治体 - {{ポルデノーネ県}}
- エミリア＝ロマーニャ州 - 341自治体
  - パルマ県 - 47自治体 - {{パルマ県}}
  - ピアチェンツァ県 - 48自治体 - {{ピアチェンツァ県}}
  - フェラーラ県 - 26自治体 - {{フェラーラ県}}
  - フォルリ＝チェゼーナ県 - 30自治体 - {{フォルリ＝チェゼーナ県}}
  - ボローニャ県 - 60自治体 - {{ボローニャ県}}
  - モデナ県 - 47自治体 - {{モデナ県}}
  - ラヴェンナ県 - 18自治体 - {{ラヴェンナ県}}
  - リミニ県 - 20自治体 - {{リミニ県}}
  - レッジョ・エミリア県 - 45自治体 - {{レッジョ・エミリア県}}

### 中部
- トスカーナ州 - 287自治体
  - アレッツォ県 - 39自治体 - {{アレッツォ県}}
  - グロッセート県 - 28自治体 - {{グロッセート県}}
  - シエーナ県 - 36自治体 - {{シエーナ県}}
  - ピサ県 - 39自治体 - {{ピサ県}}
  - ピストイア県 - 22自治体 - {{ピストイア県}}
  - フィレンツェ県 - 44自治体 - {{フィレンツェ県}}
  - プラート県 - 7自治体 - {{プラート県}}
  - マッサ＝カッラーラ県 - 17自治体 - {{マッサ＝カッラーラ県}}
  - リヴォルノ県 - 20自治体 - {{リヴォルノ県}}
  - ルッカ県 - 35自治体 - {{ルッカ県}}
- ウンブリア州 - 92自治体
  - テルニ県 - 33自治体 - {{テルニ県}}
  - ペルージャ県 - 59自治体 - {{ペルージャ県}}
- マルケ州 - 246自治体
  - アスコリ・ピチェーノ県 - 73自治体 - {{アスコリ・ピチェーノ県}}
  - アンコーナ県 - 49自治体 - {{アンコーナ県}}
  - フェルモ県 - 40自治体 - {{フェルモ県}}
  - ペーザロ・エ・ウルビーノ県 - 67自治体 - {{ペーザロ・エ・ウルビーノ県}}
  - マチェラータ県 - 57自治体 - {{マチェラータ県}}
- ラツィオ州 - 378自治体
  - ヴィテルボ県 - 60自治体 - {{ヴィテルボ県}}
  - フロジノーネ県 - 91自治体 - {{フロジノーネ県}}
  - ラティーナ県 - 33自治体 - {{ラティーナ県}}
  - リエーティ県 - 73自治体 - {{リエーティ県}}
  - ローマ県 - 121自治体 - {{ローマ県}}

### 南部
- アブルッツォ州 - 305自治体
  - キエーティ県 - 104自治体 - {{キエーティ県}}
  - テーラモ県 - 47自治体 - {{テーラモ県}}
  - ペスカーラ県 - 46自治体 - {{ペスカーラ県}}
  - ラクイラ県 - 108自治体 - {{ラクイラ県}}
- モリーゼ州 - 136自治体
  - イゼルニア県 - 52自治体 - {{イゼルニア県}}
  - カンポバッソ県 - 84自治体 - {{カンポバッソ県}}
- カンパニア州 - 551自治体
  - アヴェッリーノ県 - 119自治体 - {{アヴェッリーノ県}}
  - カゼルタ県 - 104自治体 - {{カゼルタ県}}
  - サレルノ県 - 158自治体 - {{サレルノ県}}
  - ナポリ県 - 92自治体 - {{ナポリ県}}
  - ベネヴェント県 - 78自治体 - {{ベネヴェント県}}
- プッリャ州 - 258自治体
  - ターラント県 - 29自治体 - {{ターラント県}}
  - バーリ県 - 48自治体 - {{バーリ県}}
  - バルレッタ＝アンドリア＝トラーニ県 - 10自治体 - {{バルレッタ＝アンドリア＝トラーニ県}}
  - フォッジャ県 - 64自治体 - {{フォッジャ県}}
  - ブリンディジ県 - 20自治体 - {{ブリンディジ県}}
  - レッチェ県 - 97自治体 - {{レッチェ県}}
- バジリカータ州 - 131自治体
  - ポテンツァ県 - 100自治体 - {{ポテンツァ県}}
  - マテーラ県 - 31自治体 - {{マテーラ県}}
- カラブリア州 - 409自治体
  - ヴィボ・ヴァレンツィア県 - 50自治体 - {{ヴィボ・ヴァレンツィア県}}
  - カタンザーロ県 - 80自治体 - {{カタンザーロ県}}
  - クロトーネ県 - 27自治体 - {{クロトーネ県}}
  - コゼンツァ県 - 155自治体 - {{コゼンツァ県}}
  - レッジョ・カラブリア県 - 97自治体 - {{レッジョ・カラブリア県}}

### 離島部
- シチリア州 - 390自治体
  - アグリジェント県 - 43自治体 - {{アグリジェント県}}
  - エンナ県 - 20自治体 - {{エンナ県}}
  - カターニア県 - 58自治体 - {{カターニア県}}
  - カルタニッセッタ県 - 22自治体 - {{カルタニッセッタ県}}
  - シラクーザ県 - 21自治体 - {{シラクーザ県}}
  - トラーパニ県 - 24自治体 - {{トラーパニ県}}
  - パレルモ県 - 82自治体 - {{パレルモ県}}
  - メッシーナ県 - 108自治体 - {{メッシーナ県}}
  - ラグーザ県 - 12自治体 - {{ラグーザ県}}
- サルデーニャ州 - 377自治体
  - オリアストラ県 - 23自治体 - {{オリアストラ県}}
  - オリスターノ県 - 88自治体 - {{オリスターノ県}}
  - オルビア＝テンピオ県 - 26自治体 - {{オルビア＝テンピオ県}}
  - カリャリ県 - 71自治体 - {{カリャリ県}}
  - カルボーニア＝イグレージアス県 - 23自治体 - {{カルボーニア＝イグレージアス県}}
  - サッサリ県 - 66自治体 - {{サッサリ県}}
  - ヌーオロ県 - 52自治体 - {{ヌーオロ県}}
  - メディオ・カンピダーノ県 - 28自治体 - {{メディオ・カンピダーノ県}}